# The Dark Side of the Moon
Vous lisez un « article de qualité » labellisé en 2021.
Pour les articles homonymes, voir Dark Side.
Albums de Pink Floyd
Obscured by Clouds
(1972) Wish You Were Here
(1975)
Singles
1. Money
Sortie : 7 mai 1973
2. Us and Them
Sortie : 4 février 1974
3. Time

The Dark Side of the Moon est le huitième album studio du groupe britannique de rock progressif Pink Floyd, sorti le 1er mars 1973 aux États-Unis et le 23 mars 1973 au Royaume-Uni chez Harvest Records. Le groupe présente une première version de l'album, principalement développée lors de prestations en public, plusieurs mois avant le début de l'enregistrement. Le concept de l'album repose sur les pressions subies par le groupe au cours de sa vie et traite des problèmes apparents de santé mentale dont souffrait l'ancien membre du groupe, Syd Barrett, ayant quitté la formation en 1968. The Dark Side of the Moon est enregistré en deux sessions en 1972 et 1973 aux studios Abbey Road à Londres.
Le disque s'appuie sur des idées explorées dans les enregistrements et les performances antérieures de Pink Floyd, tout en omettant les longues instrumentations qui caractérisaient leurs premiers travaux. Le groupe utilise l'enregistrement multipiste, des boucles de bande et des synthétiseurs analogiques comme les EMS VCS3 et Synthi AKS. L'ingénieur Alan Parsons est responsable de nombreux aspects sonores et du recrutement de la chanteuse Clare Torry, que l’on découvre sur The Great Gig in the Sky.
Album conceptuel, The Dark Side of the Moon explore des thèmes tels que les conflits, la cupidité, le temps, la mort et la maladie mentale. Des bribes d'interviews de l'équipe de route du groupe sont présentées aux côtés de citations philosophiques. La pochette, qui représente un spectre de prisme, est conçue par Storm Thorgerson en réponse à la demande du claviériste Richard Wright qui souhaite un graphisme « simple et audacieux », représentant l'éclairage du groupe et les thèmes de l'album. L'album est promu avec deux quarante-cinq tours : Money et Us and Them.
The Dark Side of the Moon fait partie des disques les plus acclamés de l'histoire par la critique, figurant souvent sur les listes professionnelles des plus grands albums de tous les temps. Il contribue à propulser Pink Floyd vers la gloire internationale, apportant richesse et reconnaissance à ses quatre membres. Véritable succès de l'ère des albums, il propulse également les ventes de disques dans toute l'industrie musicale des années 1970. Il est certifié quatorze fois platine au Royaume-Uni et est en tête du classement Billboard « Top LPs & Tapes » aux États-Unis, où il a figuré pendant 958 semaines au total. Avec des ventes estimées à plus de 45 millions d'exemplaires, c'est l'album de Pink Floyd qui a connu le plus grand succès commercial et l'un des albums les plus vendus dans le monde. En 2013, il est sélectionné pour être conservé dans le United States National Recording Registry par la bibliothèque du Congrès, car il est jugé « culturellement, historiquement ou esthétiquement important ».

## Histoire

### Contexte
« [...] Je crois qu'alors nous pensions tous — Roger [Waters] le premier — que beaucoup des paroles que nous écrivions étaient un peu trop indirectes. Nous avions désormais le sentiment que les mots allaient enfin pouvoir être clairs, et précis »,.
À la suite de la sortie de Meddle en novembre 1971, Pink Floyd entame une tournée aux États-Unis. Conscients qu'ils jouent les mêmes morceaux depuis près d'un an, les membres du groupe décident de commencer l'écriture d'un nouvel album. Lors d'une réunion chez Nick Mason, à Camden Town, Roger Waters propose de jouer l'album durant la tournée de 1972. Ses bases naissent alors pendant des répétitions aux Broadhurst Gardens de Londres,.
Waters, seul auteur du concept de l'album, crée alors une tragédie moderne en trois parties, séparées par des thèmes précis : d'abord l'aliénation de l'enfance, inspirée de sa propre expérience, suivi d'une critique de la politique, l'argent et la religion et, enfin, la course contre la mort et le néant qu'elle induit.

### Écriture
Globalement, les trois autres membres sont d'accord avec Waters sur l'idée d'unifier l'album sur une idée centrale. Ils participent donc à quatre à l'écriture des paroles et de la musique. Waters amène alors la première démo de l'album, avec Money, qu'il tire d'improvisations datant de la fin des années 1960, notamment audible lors du direct de la BBC lors de l'atterrissage d'Apollo 11 sur la Lune sous le titre de Moonhead,. Money n'est pas le seul titre à utiliser des travaux préexistants : la ligne d'ouverture de Breathe provient d'un travail de Waters avec Ron Geesin sur l'album Music from the Body, et la structure du piano sur Us and Them est écrite par Richard Wright lors du travail sur le film Zabriskie Point,. Le groupe répète dans une salle de répétition qui appartient alors aux Rolling Stones. Pour compléter les chutes d'anciens projets, le groupe improvise lors de jam sessions, Gilmour ayant expliqué : « On jouait deux heures en mi mineur ou en la et ça prenait cinq minutes de l'album. »
Pour ses concerts à venir, le groupe fait l'acquisition d'un nouveau système de sonorisation, avec une table de mixage à vingt-huit canaux et un système quadriphonique à quatre canaux ; ce nouveau matériel permet dès lors d'enregistrer des boucles sonores jouées en concerts. Les membres de Pink Floyd achètent également leur premier équipement d'éclairage sur mesure qu'ils confient à leur nouvel éclairagiste Arthur Max. Au total, le matériel de tournée des Floyd pèse plus de neuf tonnes et doit être transporté par camion. Wright a commenté cette situation : « J'observe parfois notre immense semi-remorque et nos tonnes de matériel, et je me dis : “Bon Dieu, tout ce que je fais, c'est de jouer de l'orgue !”. »
Pink Floyd n'a pas l'habitude de jouer ses albums en entier en tournée, mais cette méthode de travail lui permet de revoir et parfaire chaque morceau. Après trois jours de répétition au Rainbow Theatre, le 20 janvier 1972, les Pink Floyd y jouent la première représentation de ce qu'ils appellent alors Dark Side of the Moon: A Piece for Assorted Lunatics ; des problèmes de bandes préenregistrées les empêchent cependant de jouer l'album dans son intégralité ce soir-là. Le lendemain, après une prestation complète au Plymouth Guildhall, le magazine New Musical Express rend une critique des nouveaux morceaux très positive : « Les Floyd ont inauguré la première partie de leur tournée avec un nouveau set […], montrant du même coup que leur écriture avait pris une forme nouvelle et de nouveau très innovante. » À ce stade, l'album est déjà très proche du résultat final : l'ordre des titres est déjà le bon, bien qu’Eclipse ne soit pas encore écrit, et On the Run et The Great Gig in the Sky s'appellent encore respectivement Travel Sequence et Mortality Sequence. Ces derniers sont également différents musicalement par rapport à leur version finale : On the Run ne comporte pas de synthétiseur et des passages bibliques préenregistrés sont lus pendant The Great Gig in the Sky, qui est alors principalement un solo de piano électrique.
Dark Side of the Moon est joué à la presse le 17 février 1972 au Rainbow Theatre. Michael Whale, du Times, écrit alors que l'album « apporte les larmes aux yeux. C'était si limpide, et un tel questionnement musical à la fois »,. Derek Jewell, du Sunday Times, écrit quant à lui : « L’ambition des intentions artistiques des Floyd sont aujourd'hui vastes,. » Melody Maker est cependant moins enthousiaste : « Musicalement, il y a d'excellentes idées, mais les effets sonores étaient tels que je me demandais parfois si je n'étais pas dans une cage d'oiseau, au zoo de Londres,. »

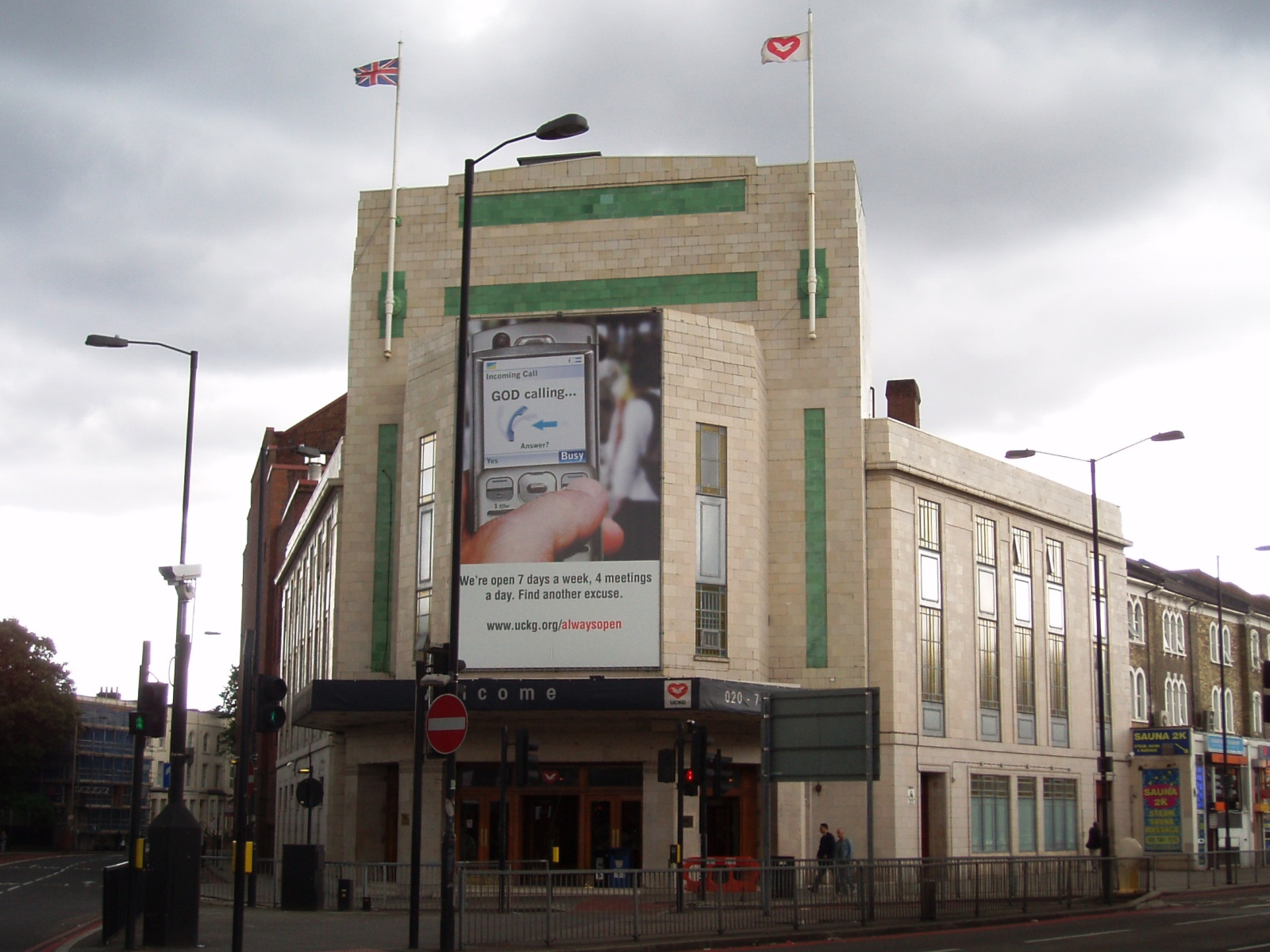
Le Rainbow Theatre, à Londres.

Le nom de l'album est changé temporairement car Medicine Head, un autre groupe britannique, vient de sortir un album appelé The Dark Side of the Moon, une coïncidence qui embête Gilmour : « Il fut baptisé un moment Eclipse […]. Mais ce n'était pas vendeur et c'était l'horreur. J'étais personnellement contre Eclipse et on se sentait un peu ennuyés parce qu'on avait déjà pensé au titre avant la sortie de l'album de Medicine Head. Non pas ennuyés contre eux, mais parce qu'on voulait quand même utiliser le titre. » L'échec commercial de l'album de Medicine Head décide finalement Pink Floyd à utiliser le nom The Dark Side of the Moon.

### Enregistrement
La longue tournée de Pink Floyd à travers l'Europe et l'Amérique du Nord lui permet d'améliorer constamment l'ampleur et la qualité de ses représentations. Le travail sur l'album est interrompu fin février 1972 alors que le groupe se rend en France pour enregistrer la musique du film de Barbet Schroeder La Vallée, qui devient l'album Obscured by Clouds. Il se produit ensuite au Japon et revient en France en mars pour terminer son travail sur le film. Après une série de concerts en Amérique du Nord, le groupe s'envole pour Londres afin de commencer l'enregistrement.
The Dark Side of the Moon est enregistré aux studios 2 et 3 d’Abbey Road, selon Povey à partir du 14 mai 1972, selon Vernon Fitch à partir du 1er juin, en une quarantaine de séances,. Alan Parsons tient le rôle d’ingénieur du son, alors qu'il a déjà travaillé avec Pink Floyd en tant qu’assistant sur le titre Point Me at the Sky et sur les albums Ummagumma et Atom Heart Mother, et qu’il est également connu pour avoir enregistré les albums Abbey Road et Let It Be des Beatles. Le batteur Nick Mason apprécie particulièrement son travail : « J'aimais beaucoup le son de ma batterie sur les bandes produites par Alan. C'est par le biais de cet instrument que l'on reconnaît un bon ingénieur du son » déclare t-il. L'enregistrement est réalisé au moyen de techniques peu communes pour l’époque : le studio dispose d’un enregistreur à seize pistes, ce qui offre une flexibilité bien plus importante que les huit et quatre pistes, plus courants à l’époque et que le groupe a utilisés jusqu’alors. À certaines occasions, le groupe a besoin de tellement de pistes que certaines bandes sont enregistrées en parallèle les unes des autres, pour pouvoir être lues comme une seule bande.

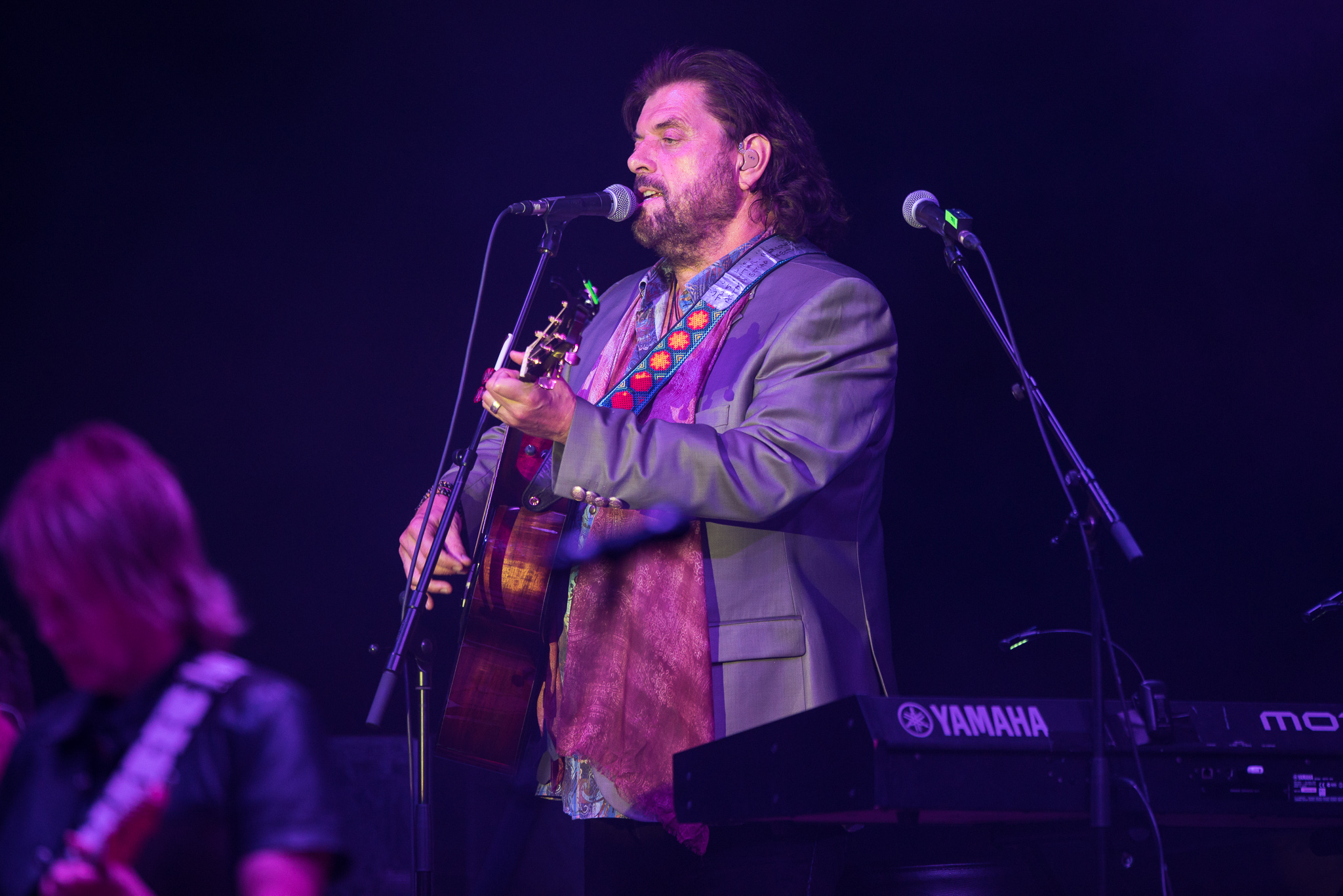
Alan Parsons (ici en 2017), l'ingénieur du son de l'album.

La première chanson à être enregistrée est Us and Them, suivie six jours plus tard par Money. Time et The Great Gig in the Sky sont enregistrées ensuite, suivies d’une pause de deux mois durant laquelle les membres du groupe passent du temps avec leurs familles et préparent la tournée aux États-Unis à venir. Malgré tout, l’enregistrement souffre de nombreuses interruptions : Waters, supporter inconditionnel d’Arsenal Football Club, quitte régulièrement les studios pour voir son équipe jouer, et le groupe s’arrête occasionnellement de travailler afin de regarder le Monty Python's Flying Circus à la télévision, laissant Parsons s’occuper des pièces enregistrées. Ces moments de solitude ne dérangent cependant pas Parsons qui a déclaré en avoir profité pour « y laisser [son] empreinte ». Waters réfute cependant ces affirmations lors d’une interview en 2003 : « Nous les regardions parfois, mais lorsque nous avions un travail en cours, nous le terminions,. »
De retour des États-Unis, en janvier 1973, ils enregistrent Brain Damage, Eclipse, Any Colour You Like et On the Run, bien que les finitions soient déjà décidées lors des sessions précédentes. Le groupe appelle Lesley Duncan, Doris Troy, Barry St. John et Liza Strike, un quatuor de femmes choristes, afin de chanter sur Time, Brain Damage et Eclipse, et les services du saxophoniste Dick Parry sont requis pour Us and Them et Money. Avec le réalisateur Adrian Maben, le groupe enregistre également les passages studio du long métrage Pink Floyd: Live at Pompeii. Une fois les sessions d'enregistrement achevées, le groupe entame finalement sa tournée en Europe.

#### Instruments
Pour l'enregistrement de The Dark Side of the Moon, Waters utilise sa Fender Precision Bass sunburst comme à son habitude. Gilmour expérimente en échangeant les manches de ses deux guitares Stratocaster, utilise une pedal steel guitar Fender 1000 à double manche et, pour le troisième solo de Money, joue avec une Bill Lewis 24 frettes. Il réalise la saturation sur ses titres avec une pédale d'effet Colorsound Powerboost, et pourrait également avoir utilisé un Kepex Valley People pour le trémolo de Money et un Hi-Fli d'Electronic Music Studio.
Mason joue sur sa batterie Ludwig, en ajoutant des Rototoms pour la première fois pour Time. Wright utilise ses claviers habituels, en plus d’un Hammond RT-3, un synthétiseur Minimoog et un Wurlitzer EP-200, et fait également un usage intense de synthétiseurs, notamment du EMS VCS3 sur Any Colour You Like, et du EMS Synthi AKS sur Time et sur On the Run,.

#### Effets sonores

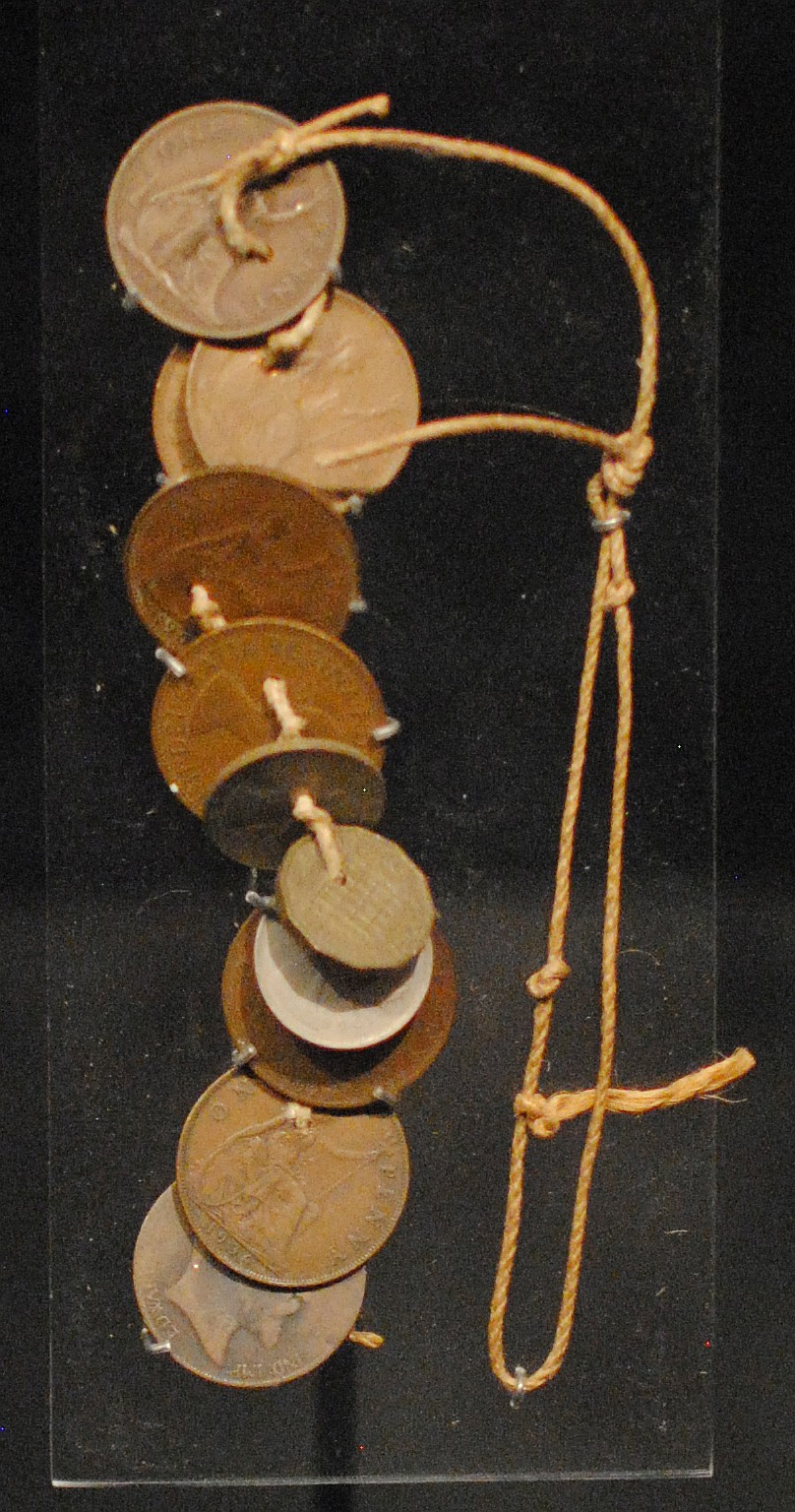
Chaîne de pièces utilisée pour la boucle de Money.

Nick Mason crée une maquette de Speak to Me chez lui avant de la revoir et de la compléter en studio ; c'est l'une des rares chansons sur lesquelles il est crédité comme soliste. Cette chanson, qui ouvre l’album, contient des fondus de diverses parties d’autres chansons de l'album, ainsi que des battements de cœur créés avec une grosse caisse rembourrée frappée avec une mailloche — aussi présents sur Eclipse en fermeture de l'album — ; l'idée initiale de Mason est d'utiliser un vrai cœur, mais cela se révèle trop stressant à l'écoute. Les effets sonores développés sur Money sont créés par Waters et Mason. Il s'agit alors de sept sons d'une seconde chacun qui se suivent pour donner une boucle en sept temps. Les sons qui se suivent sont ainsi : du papier déchiré, un unisélecteur (la partie des vieux téléphone permettant de choisir un numéro de téléphone), des pièces, encore l'unisélecteur, un collier de pièces, à nouveau des pièces, et enfin une caisse enregistreuse.
Le groupe conçoit et enregistre également des sons peu conventionnels, comme celui d'un ingénieur du son courant autour de la chambre à écho du studio sur On the Run. Sur ce même titre, un bruitage d'avion semble avoir été réalisé en combinant un enregistrement tiré de la sonothèque d'Abbey Road et d'un effet à la guitare par Gilmour. Les horloges et le carillon synchronisés, accompagnés par une série de rototoms, et sonnant en même temps au début de Time, sont à l'origine un test créé par Alan Parsons afin d'expérimenter la quadriphonie. L'ingénieur du son enregistre séparément chaque montre, horloge et carillon chez un antiquaire, et, bien que l'enregistrement ne soit pas créé spécifiquement pour l'album, il est ajouté au mixage final.

#### Chants

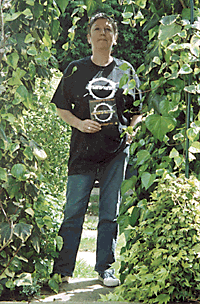
Clare Torry en 2003.

Plusieurs chansons, dont Us and Them et Time, démontrent la capacité de Richard Wright et de David Gilmour d’accorder leur voix. Selon Roger Waters, cela viendrait du fait que leurs voix sont très similaires. Afin d’exploiter au mieux cette qualité, Parsons utilise certaines techniques d’enregistrement comme l’enregistrement à deux pistes pour voix et guitare, ce qui permet à Gilmour d’harmoniser son chant et son instrument. Parallèlement, Parsons utilise souvent des effets flanger et de décalage de phase sur les chants et la guitare, une astuce utilisant la réverbération, ainsi que le déplacement des sons entre les canaux (surtout notables sur le mixage quadriphonique d’On the Run lorsque les sons de l’orgue Hammond B3, joués dans une cabine Leslie, entourent l’auditeur).
Les crédits de l’album incluent notamment Clare Torry, une musicienne de session habituée des studios Abbey Road. Elle a auparavant travaillé sur de nombreux titres de pop et sur de nombreuses reprises d’albums, et, après avoir écouté l’un de ses travaux, Parsons l’invite à chanter en studio sur The Great Gig in the Sky. Elle décline l’invitation pour voir jouer Chuck Berry au Hammersmith Odeon, mais s’arrange finalement pour venir le dimanche suivant. Le groupe lui explique le concept de l’album, mais personne ne sait alors ce qu’elle devrait chanter. Après quelques courtes prises, le soir, Torry improvise une mélodie sans paroles en accompagnement au piano de Wright. Elle est initialement embarrassée par son exubérance lors de l’enregistrement, tandis qu’eux-mêmes sont très satisfaits par sa performance,. Ses prises sont éditées sélectivement afin de produire la version finale présente dans l’album. Elle est alors payée 30 livres sterling pour sa contribution (365 livres de 2025), cependant, en 2004, elle intente un procès contre EMI et Pink Floyd, déclarant qu’elle a, au même titre que Wright, écrit la chanson. La Haute Cour de justice lui donne raison, et toutes les éditions de l’album parues après 2005 créditent Clare Torry pour sa composition vocale.

#### Voix
Des phrases sont audibles tout le long de l'album. Afin d'enregistrer ces voix, les membres de Pink Floyd déposent des cartes sur un pupitre à l'entrée des studios Abbey Road. Chaque personne qui passe dans le studio doit retourner une carte et répondre à la série de questions qui y est inscrite. Des questions anodines telles que « Quelle est votre couleur préférée ? », ou « Quel est votre plat préféré ? » débutent l'interrogatoire, avant de s'orienter vers les thèmes centraux de l'album.
Dans Speak to Me, c'est Chris Adamson, un manager de tournée et technicien de Pink Floyd, qui dit la première phrase, « I've been mad for fucking years, absolutely years, been over the edge for yonks, been working me buns off for bands » (en français, « Je suis fou depuis un putain de nombre d'années, une paye, ça fait une éternité que je n'en peux plus, que je me tue à travailler pour des groupes »), tandis que Gerry O'Driscoll, un concierge irlandais des studios Abbey Road, dit « I've always been mad, I know I've been mad, like the most of us are… very hard to explain why you're mad, even if you're not mad » (« j'ai toujours été cinglé, je sais que je suis cinglé, comme la plupart d'entre nous… Très dur d'expliquer pourquoi l'on est fou, même si l'on est pas fou »).

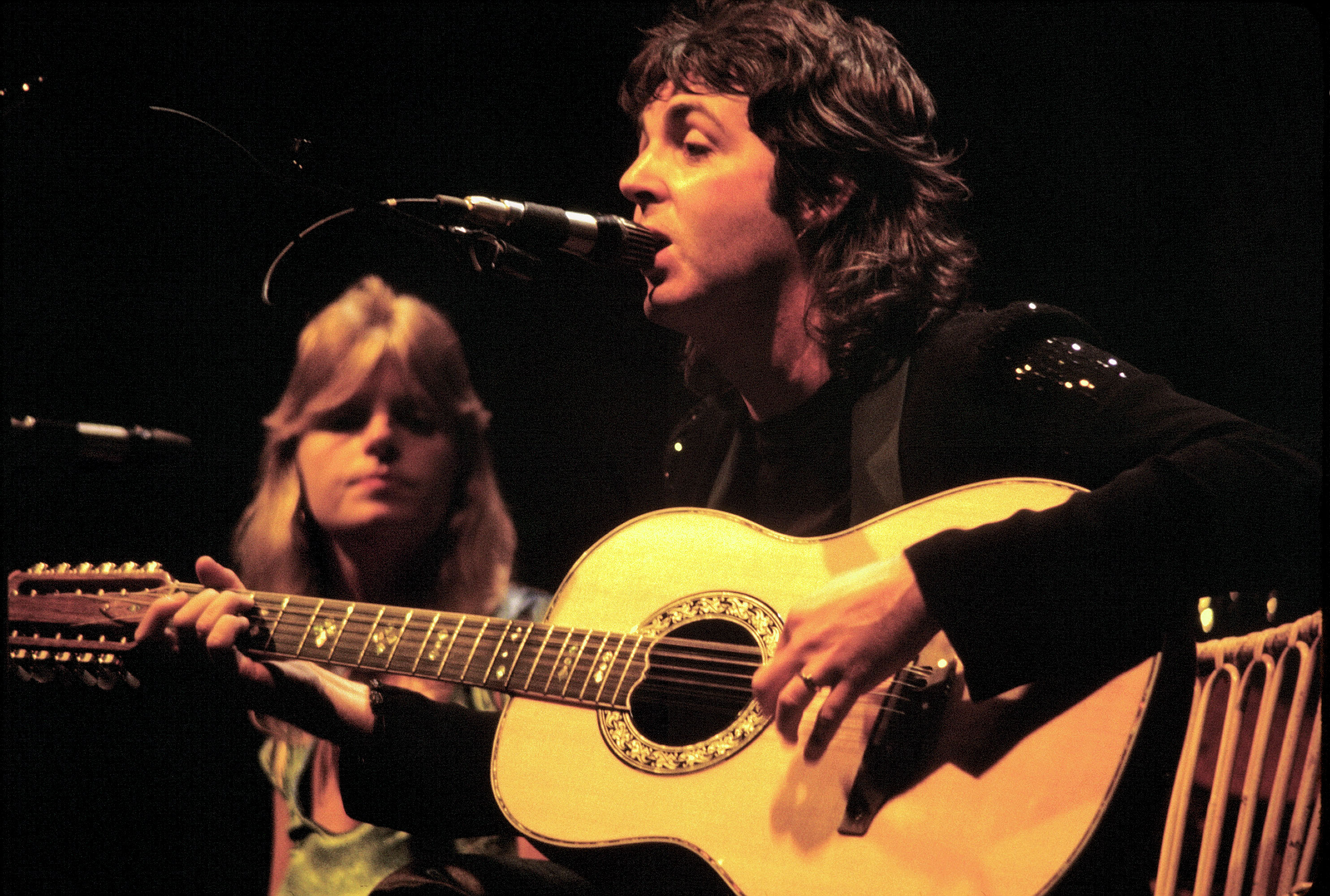
Paul McCartney et sa femme Linda (ici en 1976) auraient été interrogés par Waters mais leurs réponses sont jugées comme pas assez spontanées pour être retenues,.

À la question « as-tu peur de la mort ? », le roadie Roger « The Hat » Manifold répond : « Live for today, gone tomorrow, that's me » (« vivre au jour le jour, parti demain, c'est moi »), audible sur On the Run,. Manifold est le seul à avoir été interrogé de manière plus conventionnelle, car les cartes sont alors perdues. Il est également l'auteur d'une tirade pendant Us and Them : « I mean, they're gonna kill ya, so like, if you give 'em a quick short, sharp, shock, they don't do it again, dig it? I mean he got off light, 'cos I could've given 'im a real thrashing - I only 'it 'im once! It was only a difference of opinion, but really… I mean good maners don't cost nothing, do they? Eh? » (« Je veux dire, ils vont te tuer, aussi, si tu leur donnes un coup rapide, brusque, ils ne recommenceront pas, vois-tu ? Je vais te dire, il s'en est tiré à bon compte, sinon je lui aurais filé une sacrée raclée — je ne l'ai frappé qu'une seule fois ! Juste parce qu'on n'avait pas la même opinion, mais vraiment… je veux dire, les bonnes manières, ça coûte rien, pas vrai ? »).
The Great Gig in the Sky comprend deux phrases sur le sujet de la mort. Dans la première, O'Driscoll dit : « And I am not frightened of dying. Any time will do, I don't mind. Why should I be frightened of dying? There's no reason for it, you've gotta go sometime » (« Je n'ai pas peur de la mort. Qu'elle vienne, je m'en tape. Pourquoi devrais-je avoir peur de mourir ? Il n'y aucune raison ; un jour ou l'autre, il faut bien partir »). La deuxième est une réponse de Patricia Watts, femme de Peter Watts, un manager de tournée du groupe — et père de l'actrice Naomi Watts —, dans laquelle elle dit : « I never said I was frightened of dying » (« je n'ai jamais dit que j'avais peur de mourir »). Peter Watts a également contribué à l'album sur Brain Damage, durant lequel il est audible trois fois : d'abord seulement par son rire, puis avec la phrase « I can't think of anything to say, ha ha ha! » (« je ne sais pas quoi dire ») et enfin juste avant le morceau suivant, avec « I think it's nice, ha ha ha » (« je pense que c'est bien »).
Money comprend plusieurs voix qui répondent toutes aux questions « quand avez-vous été violent pour la dernière fois ? » et « aviez-vous raison ? » : Peter Watts avec « Ha! Ha! I was in the right » (« Ha ! Ha ! J'avais raison ! »), Patricia Watts (« J'ai eu entièrement raison. Ce mec cherchait des crosses », Gerry O'Driscoll avec « Why does anyone do anything? » (« Pourquoi chacun fait-il n'importe quoi ? »), le guitariste de Wings Henry McCullough avec « I don't know, I was really drunk at the time! » (« Je ne sais pas, j'étais complètement bourré à ce moment-là ! ») et enfin le roadie Chris Adamson avec « I was just telling him, he was in… he couldn't get into number two. He was asking why he wasn't coming up on freely eleven, so after, I was yelling and screaming and telling him why he wasn't coming up on freely eleven… » (« Je lui ai simplement dit qu'il était dedans, qu'il ne pouvait pas monter dans le numéro deux. Il m'a demandé pourquoi il ne pouvait pas monter gratuitement dans le onze, après quoi j'ai hurlé, j'ai crié, je lui ai dit pourquoi il ne pouvait pas monter dans le onze »).
Dans les derniers instants de l'album, une nouvelle phrase de Gerry O'Driscoll est utilisée : « There is no dark side of the moon, really. As a matter of fact it's all dark » (« Il n'y a pas vraiment de face cachée de la lune, en fait tout est noir »). La citation a en réalité été coupée, O'Driscoll ayant également dit « et ce qui la rend lumineuse, c'est le Soleil », mais le message est probablement jugé comme trop positif pour être inclus.

#### Finitions
Après la fin de l'enregistrement des voix, le producteur Chris Thomas est engagé, mais son travail sur l'album est sujet à débat. Selon Waters, il vient amener une « nouvelle paire d'oreilles », mais Gilmour et Mason parlent plutôt d'un rôle d'arbitre quant à la version finale du mix. Selon eux, Waters désirerait un enregistrement « sec » et « propre », qui reposerait plus sur l'utilisation des éléments non musicaux, tandis que Gilmour voudrait un mix davantage axé sur les échos. Gilmour a déclaré à ce sujet : « Je voulais que Dark Side sonne énorme, […] avec des réverbérations [très profondes]. […] Et Roger [Waters], lui, voulait un disque avec un son plutôt très sec. Je pense qu'il était en quelque sorte influencé par le premier album solo de John Lennon [Plastic Ono Band], qui était très sec ».
Selon Thomas, « il n'y avait aucune divergence d'opinion entre eux. Je ne me souviens pas que Roger ait jamais demandé de mettre moins de réverbération. En fait, il n'y avait aucun indice de leur future brouille. C'était une ambiance très créative. Plutôt sympa ». Bien que les faits exacts ne soient pas certains, l'intervention de Thomas résulte en un compromis entre les idées de Waters et de Gilmour, laissant les deux musiciens parfaitement satisfaits du résultat final. Thomas est responsable de changements significatifs sur l'album, comme le timing parfait de l'écho sur Us and Them, et est également présent lors de l'enregistrement de The Great Gig in the Sky. Lors d'une interview en 2006, lorsqu'il lui est demandé si ses buts concernant l'enregistrement ont été atteints en studio, Waters a répondu : « Lorsque l'enregistrement était terminé, j'ai ramené une copie de l'album chez moi, et je me souviens l'avoir fait écouter à ma femme d'abord, et je me rappelle qu'elle a fondu en larmes lorsqu'il était fini. Alors, j'ai pensé : « Ça a évidemment touché une corde sensible, quelque part », et l'idée avait tendance à me plaire. Vous savez, quand on fait quelque chose, en particulier un morceau de musique, on l'entend avec de nouvelles oreilles lorsqu'on le fait écouter à quelqu'un d'autre. Et à ce moment-là je me suis dit : « Wow, c'est un travail joliment complet », et j'étais sûr que les gens répondraient à cela,. »

### Parution et accueil
The Dark Side of the Moon est dévoilé à la presse pour la première fois le 27 février 1973 lors d'une réception au Planétarium de Londres. Wright est le seul membre du groupe alors présent, les autres ayant décidé de boycotter cet évènement car le mixage quadriphonique de l'album n'est pas terminé et le système sonore installé par EMI est défectueux. Cela n'empêche cependant pas la presse d'être enthousiaste ; Roy Hollingworth, de Melody Maker, décrit la première face comme « si complètement confuse avec elle-même qu'elle est difficile à suivre », mais fait l'éloge de la deuxième face, écrivant : « Les chansons, les sons, les rythmes sont solides et bons, le saxophone frappe l'air, le groupe « rocked and rolled », puis jaillit et disparaît dans la nuit »,. Steve Peacock de Sounds écrit quant à lui : « Je me fiche que vous n'ayez jamais entendu une note de la musique des Pink Floyd dans votre vie, je recommanderais sans réserve à tout le monde The Dark Side of the Moon »,. Dans sa critique de 1973 pour le magazine Rolling Stone, Loyd Grossman déclare que Dark Side est « un bel album, avec une richesse de concept et de texture qui non seulement invite mais provoque à l'implication ». Dans Christgau's Record Guide: Rock Albums of the Seventies, paru en 1981, Robert Christgau écrit qu'il trouve les paroles remplies de clichés et la musique prétentieuse, mais qualifie l'album de « chef-d'œuvre kitsch » qui peut être charmant avec des points forts tels que les fragments de discours dispersé au cours de l'écoute, le saxophone de Parry et les effets de studio qui mettent en valeur les solos de guitare de Gilmour.
The Dark Side of the Moon sort d'abord aux États-Unis le 10 mars 1973, puis au Royaume-Uni le 23 mars. L'album connaît un succès immédiat en Grande-Bretagne et dans toute l'Europe occidentale ; un mois après sa sortie, il est certifié or aux États-Unis. Tout au long du mois de mars 1973, le groupe joue l'album dans le cadre de sa tournée américaine, notamment lors d'une représentation de minuit au Radio City Music Hall de New York le 17 mars devant un public de 6 000 personnes. L'album atteint la première place du Billboard 200 le 28 avril 1973, et connaît un tel succès que le groupe revient aux États-Unis deux mois plus tard pour une nouvelle tournée.

#### Maison de disque
Une grande partie du succès américain de l'album est attribuée aux efforts de la maison de disques américaine de Pink Floyd, Capitol Records. Le président nouvellement nommé, Bhaskar Menon, tente en effet d'éviter une situation similaire à l'album précédent du groupe, Meddle, qui s'est peu vendu. Pendant ce temps, désenchantés par Capitol, le groupe et son manager Steve O'Rourke négocient discrètement un nouveau contrat avec le président de CBS, Clive Davis, sur Columbia Records. The Dark Side of the Moon est le dernier album que Pink Floyd est obligé de sortir avant de pouvoir signer un nouveau contrat. L'enthousiasme de Menon pour le nouvel album est tel qu'il lance une énorme campagne de promotion et de publicité, qui comprend des versions tronquées de Us and Them et Time adaptées pour passer à la radio. Dans certains pays — notamment au Royaume-Uni — Pink Floyd n'a plus sorti de single depuis Point Me at the Sky, en 1968, mais Money sort en single le 7 mai avec Any Colour You Like en face B. Il atteint la 13e place du Billboard Hot 100 en juillet 1973. Une version promotionnelle double face du single en étiquette blanche, avec des mixages mono et stéréo, est envoyée aux stations de radio. La face mono a le mot bullshit retiré de la chanson mais la face stéréo n'est pas censurée. Cette version est retirée par la suite ; le remplacement est envoyé aux stations de radio avec une note conseillant aux disc-jockeys de se débarrasser de la première copie non censurée. Le 4 février 1974, Time sort en single avec Us and Them. Les efforts de Menon pour obtenir un renouvellement de contrat avec Pink Floyd restent cependant vains : début 1974, le groupe signe chez Columbia avec une avance de frais de 1 million de dollars (5 184 211 $ de 2025) ; en Grande-Bretagne et en Europe, Pink Floyd continue d'être représenté par Harvest Records.

#### Ventes
« […] lorsque ç'a été fini, je crois que tout le monde a senti que c'était le meilleur truc qu'on avait fait jusque-là et que ça faisait plaisir à tout le monde. Mais pas moyen que quelqu'un ressente cela comme cinq fois mieux que Meddle ou huit fois mieux que Atom Heart Mother. C'était une sorte de phénomène, non seulement parce que c'était un bon album, mais parce que ça venait au bon moment, à la bonne place ».
The Dark Side of the Moon est devenu l'un des albums les plus vendus de tous les temps et figure dans le top 25 des albums les plus vendus aux États-Unis,,. Bien qu'il n'ait occupé la première place aux États-Unis que pendant une semaine, il est resté dans le classement des albums du Billboard pendant 736 semaines de 1973 à 1988,. L'album est réapparu dans le classement Billboard avec l'introduction du classement Top Pop Catalog Albums en mai 1991, et y est resté depuis lors. Au Royaume-Uni, il est le septième album le plus vendu de tous les temps et l'album qui n'a jamais atteint la première place le plus vendu.
Aux États-Unis, le LP est sorti avant l'introduction des récompenses en platine en 1976. Il n'a donc détenu qu'un disque d'or jusqu'au 16 février 1990, date à laquelle il a été certifié 11× platine. Le 4 juin 1998, la Recording Industry Association of America (RIAA) a certifié l'album 15× platine, dénotant des ventes de quinze millions aux États-Unis — ce qui en fait l'album de Pink Floyd le plus vendu là-bas (The Wall est 23× platine, mais en tant que double album, cela signifie des ventes de 11,5 millions d'exemplaires),. Money s'est bien vendu en tant que single et, comme pour Time, reste un favori des radios ; aux États-Unis, au 20 avril 2005, Time a été joué à 13 723 reprises, et Money à 13 731 reprises. Des sources de l'industrie suggèrent que les ventes mondiales de l'album s'élèvent à environ 45 millions,. Les moins bonnes semaines, entre 8 000 et 9 000 copies sont vendues aux États-Unis, et un total de 400 000 y ont été vendues en 2002, ce qui en fait le 200e album le plus vendu de cette année-là, près de trois décennies après sa sortie initiale. L'album s'est vendu à 9 502 000 exemplaires aux États-Unis depuis 1991, soit depuis que Nielsen Soundscan a commencé à suivre les ventes pour Billboard. Il occupe une place de choix dans le Pop Catalog Chart (en) de Billboard. Il a atteint la première place lors de la sortie de la version CD/SACD de 2003, édition qui s'est vendue à 800 000 exemplaires aux États-Unis. La semaine du 5 mai 2006, The Dark Side of the Moon a atteint un total combiné de 1 716 semaines dans le Billboard 200 et le Pop Catalog Chart. Aux États-Unis, il est estimé qu'une personne âgée de moins de 50 ans sur quatorze possède, ou a possédé, un exemplaire de The Dark Side of the Moon. Lors d'un changement de méthodologie en 2009 permettant aux titres de catalogue d'être inclus dans le Billboard 200, The Dark Side of the Moon est revenu dans le classement à la 189e place le 12 décembre de cette année-là pour sa 742e semaine de classement. L'album continue à apparaître sporadiquement dans le Billboard 200 depuis lors, avec un total de 958 semaines dans ce classement en mai 2021.
« La combinaison des mots et de la musique a atteint un sommet », a expliqué Gilmour. « Toute la musique avant n'avait pas eu de grande pointe lyrique. Et celle-ci était claire et concise. La pochette était également parfaite. Je pense que c'est devenu comme un nœud coulant bienveillant qui pend derrière nous. Tout au long de notre carrière, les gens ont dit qu'on ne dépasserait jamais l'album et la tournée Dark Side. Mais The Wall a rapporté plus en termes de dollars ». En tant que l'un des disques phares de l'ère de l'album (années 1960-2000), The Dark Side of the Moon a également entraîné une augmentation des ventes de disques en général jusqu'à la fin des années 1970.

### Postérité
Une partie de l'héritage de The Dark Side of the Moon est son influence sur la musique moderne et sur les musiciens qui ont repris ses chansons. La sortie de l'album est souvent considérée comme un moment charnière dans l'histoire de la musique rock, et des comparaisons sont parfois faites avec l'album OK Computer de Radiohead sorti en 1997, une prémisse notamment explorée par Ben Schleifer dans Speak to Me: The Legacy of Pink Floyd's The Dark Side of the Moon, selon laquelle les deux albums partagent le thème selon lequel « l'individu créatif perd la capacité de fonctionner dans le monde [moderne] ».
En 1999, l'album est intronisé au Grammy Hall of Fame pour son « importance qualitative ou historique ».
En 2013, The Dark Side of the Moon est sélectionné pour être conservé dans le registre national des enregistrements des États-Unis par la bibliothèque du Congrès car l'album est jugé « culturellement, historiquement ou esthétiquement important ». Denis Roulleau, du magazine Rolling Stone, reconnaît que « cette pièce maîtresse de la discographie des Floyd s'est imposée comme un véritable pilier de la discothèque de tout un chacun ». Le journaliste ajoute que « ce disque phénomène est désormais inscrit dans l'imaginaire collectif et la culture contemporaine, bien au delà des sphères musicales ».

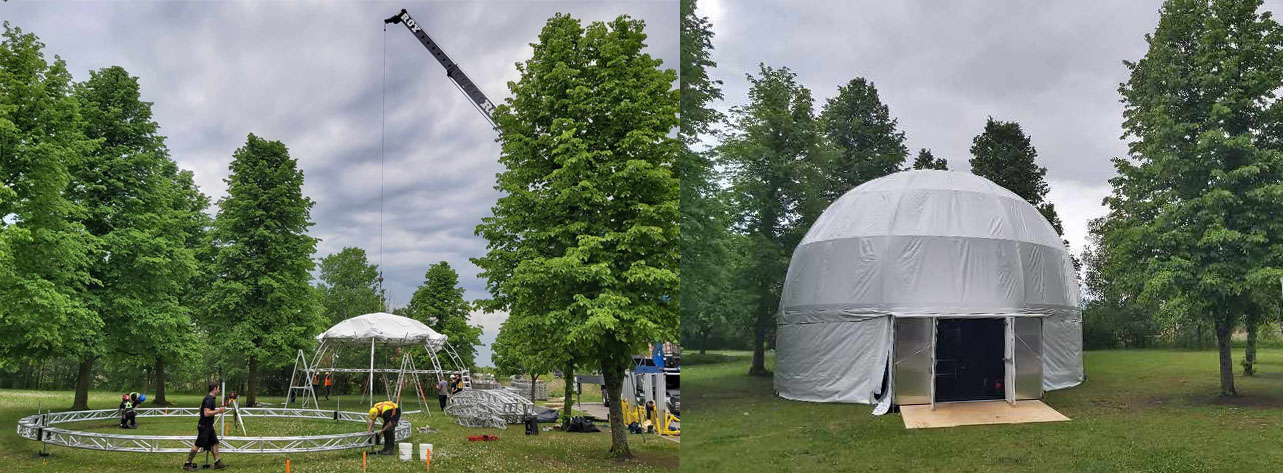
Montage du dôme pour la présentation de Gatineau (Québec) à l'été 2024.

Afin de célébrer le cinquantième anniversaire de sa sortie, NSC Creative (en), en collaboration avec Aubrey Powell, produit Pink Floyd: Dark Side of the Moon, une projection  360 degrés d'images de synthèse au son de l'album remixé, présenté dans des planétariums des quatre coins du monde, un clin d'œil à la présentation de 1973. Le Dôme - Expérience immersive, une présentation dans des salles démontables, est aussi présentée dans des agglomérations sans planétariums permanents.

#### Impact sur les membres du groupe
« Cela m'a changé à bien des égards, car cela m'a rapporté beaucoup d'argent, et on se sent très en sécurité quand on peut vendre un album pendant deux ans. Mais cela n'a pas changé mon attitude envers la musique. Même s'il a eu beaucoup de succès, il a été fait de la même manière que tous nos autres albums, et le seul critère que nous avons pour sortir de la musique est de savoir si nous l'aimons ou pas. Ce n'était pas une tentative délibérée de faire un album commercial. C'est juste arrivé comme ça. Nous savions qu'il avait beaucoup plus de mélodie que les précédents albums de Floyd, et il y avait un concept qui le traversait. La musique était plus facile à absorber et le fait d'avoir des filles qui chantent ajoutait une touche commerciale qu'aucun de nos albums n'avait ».
Le succès de l'album est la source d'une aisance financière jusqu'alors inconnue aux quatre membres du groupe : Richard Wright et Roger Waters s'achètent de grandes maisons et Nick Mason commence à collectionner les voitures haut de gamme. Une part des bénéfices est investie dans la production du film Monty Python : Sacré Graal !. L'ingénieur du son Alan Parsons est nommé pour le Grammy Award de la meilleure conception d'enregistrement, catégorie non classique, pour son travail sur The Dark Side of the Moon, et cela le mène à une carrière d'artiste très prolifique. Bien que Waters et Gilmour ont à l'occasion minimisé sa contribution à l'album, Mason l'a souvent louée. En 2003, Parsons a déclaré : « Je crois qu'ils ont tous ressenti que j'avais rattaché tout le reste de ma carrière à The Dark Side of the Moon, ce qui n'est pas entièrement faux. Mais je me lève encore, parfois, frustré à l'idée du fait qu'ils ont gagné des millions à l'insu de tous, contrairement à nombre de personnes qui ont travaillé avec eux sur cet enregistrement ». Lors de l'enregistrement de l'album, il n'est en effet payé que 35 livres sterling par semaine pour son travail (426 livres de 2025).
Ce succès inespéré est considéré par Waters comme le début de la fin pour le groupe. Certains membres fondent une famille, et d'autres produisent ou jouent avec d'autres musiciens, ce qui conduit peu à peu à une rupture au sein du groupe. Pour Waters, Pink Floyd a, avec The Dark Side of the Moon, atteint le succès que ses membres espéraient à leurs débuts, déclarant : « atteindre un tel succès est l'objectif de chaque groupe, mais une fois que vous y êtes, tout est fini ». Les quatre membres s'inspirent grandement de cette rupture pour l'album suivant, Wish You Were Here, sorti deux ans plus tard.

#### Impact sur les représentations scéniques du groupe

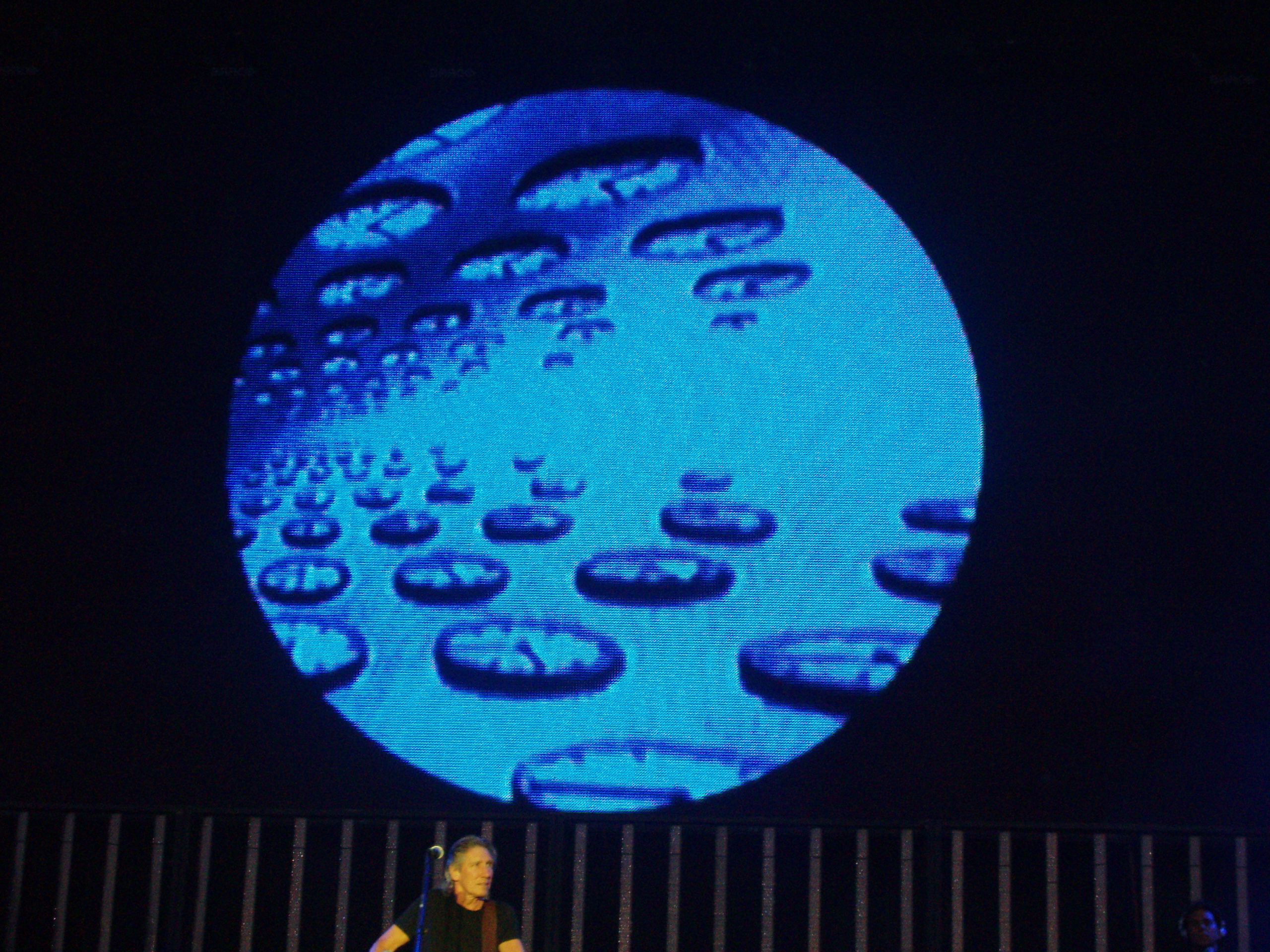
Roger Waters interprétant Time en 2007 avec, en arrière-plan, un écran circulaire similaire à celui utilisé lors des tournées de Pink Floyd entre 1973 et 1994.

Si Pink Floyd associe déjà musique et lumière depuis 1967, la simplicité des installations scéniques laisse de la place à certaines improvisations, ce qui veut dire que des morceaux comme Careful with That Axe, Eugene sont joués à des longueurs variables dépendant des concerts. Cela lasse Roger Waters, qui pense que la musique de Pink Floyd est devenue assez précise pour pouvoir mettre en place une certaine synchronisation entre les différents light shows et les morceaux joués. En plus des retombées financières des ventes d'album, la popularité du groupe joue un grand rôle dans ce changement à venir, comme l'explique David Gilmour en 1992 : « nous pouvions vendre entre 12 000 à 15 000 places en Amérique, mais [après Dark Side] nous pouvions remplir des stades. Nous avons dû changer notre manière de faire des concerts ». La tournée qui accompagne la sortie de The Dark Side of the Moon permet ainsi aux représentations scéniques du groupe de prendre une nouvelle dimension, et les ambitions scéniques de Pink Floyd peuvent donc continuer à grandir.
Les Floyd engagent Arthur Max, un architecte de formation qui a entre autres été assistant décorateur et éclairagiste lors du festival de Woodstock en 1969. Max met au point plusieurs dispositifs d'éclairage et crée un écran circulaire de 12 mètres de diamètre qui est utilisé par Pink Floyd jusqu'à la dernière tournée du groupe, en 1994. Des films psychédéliques synchrones à la musique sont créés pour être diffusés sur cet écran. Les concerts de Pink Floyd deviennent dès lors formatés, et les films les obligent à reproduire les morceaux pratiquement à l'identique de soir en soir. Selon Steve Waksman, musicologue américain et professeur au Smith College : « Dans toutes ces dimensions — la nécessité d'emmener le spectacle sur la route, de créer les mêmes conditions de performance d'un endroit à un autre, la vente d'un enregistrement de l'événement — tout cela tend vers une volonté de « répétabilité » qui n'est pas en contradiction avec l'aspect « musique vivante » du concert, mais cela est en fait essentiel, et cela a donné à l'arena rock sa signification singulière dans l'histoire de la mise en scène de la musique live ».

#### Reprises et hommages
Le titre de l'album a souvent été repris et parodié. En 1976, le groupe anglais Colosseum II enregistre un morceau instrumental intitulé Dark Side of the Moog sur son album Strange New Flesh. En 1994, Klaus Schulze et Pete Namlook sortent une série de onze CD intitulée Dark Side of the Moog, chaque titre de CD étant un détournement d'un album de Pink Floyd. Le groupe belge Sttellla signe en 1995 l'album intitulé The Dark Side of The Moule. Le groupe Ministry a lui aussi parodié le titre de cet album en intitulant un de ses disques Dark Side of the Spoon (1999). En 2006, Richard Cheese appelle son album The Sunny Side of the Moon en parodiant également la pochette, dont le prisme est remplacé par un verre à cocktail.
Le groupe Easy Star All-Stars a repris l'album en l'arrangeant en Dub sous le nom de Dub Side of the Moon (2003). En 2005, le groupe de metal progressif Dream Theater a joué l'intégralité de l'album lors de concerts. En 2012, Thierry Balasse et la compagnie Inouïe créent La Face Cachée de la Lune, un spectacle qui reprend l'intégralité du disque, ainsi que certains extraits de One of These Days et de Echoes. L'originalité du spectacle est que la quasi-totalité des effets, notamment les boucles sonores, sont produites sur scène par les dix musiciens, à l'aide des mêmes outils et synthétiseurs que ceux utilisés originellement par Pink Floyd,.

#### Rééditions

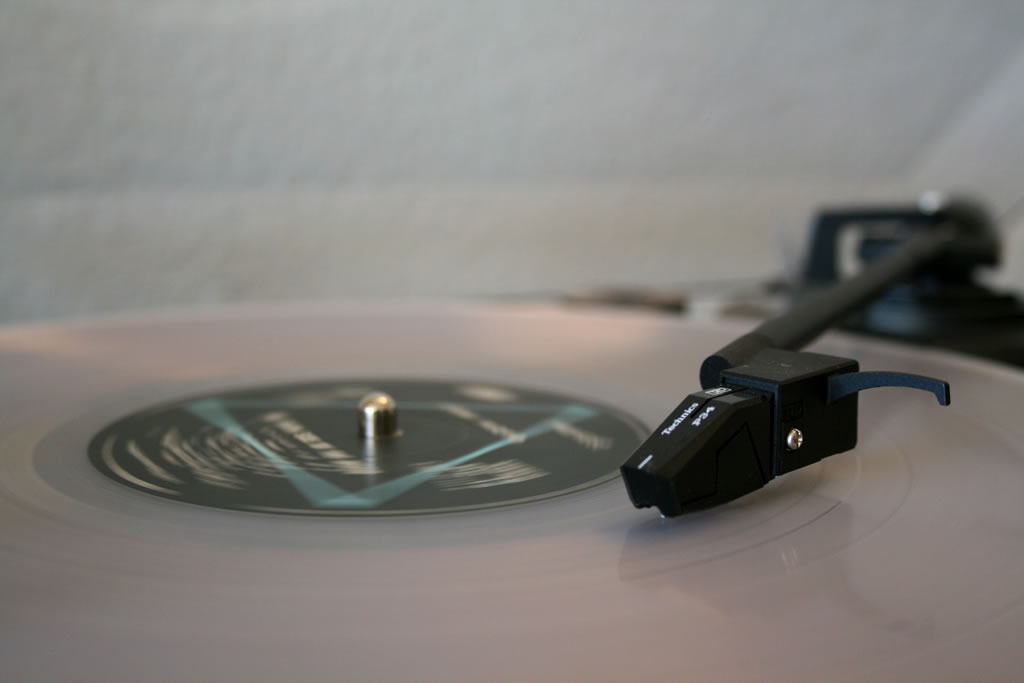
Édition vinyle transparente de 1978, jouée sur une platine Technics.

En 1979, The Dark Side of the Moon ressort en LP remastérisé par Mobile Fidelity Sound Lab, et en avril 1988 sur le format CD Ultradisc,. En 1985, EMI fait ressortir l'album sur le nouveau format disque compact, et huit ans plus tard dans le coffret Shine On,. L'année suivante, cette édition est comprise dans le coffret Pink Floyd Gift Set avec Atom Heart Mother, Meddle et Obscured by Clouds. Sur certains pressages du CD, une version orchestrale de Ticket to Ride des Beatles peut être entendue pendant les battements de cœur qui clôturent l'album. Ceci est peut-être dû à la réutilisation d'une bande de bandes magnétiques, une pratique courante.
Le mix quadriphonique original demandé par EMI, n'est jamais approuvé par le groupe,. Cependant, afin de célébrer le 30e anniversaire de l'album, une version SACD est sortie en 2003. C'est l'ingénieur du son James Guthrie qui est chargé de la réalisation du nouveau mix, alors que Alan Parsons s'est occupé de la transition entre The Great Gig in the Sky et Money. En 2003, Alan Parsons exprime une légère déception vis-à-vis du mix SACD de Guthrie, en déclarant qu'il était « peut-être un peu trop semblable au mix original », mais il se montre plus flatteur lors de la sortie du disque : « Je tire mon chapeau à James pour avoir arrangé les bonnes parties de la voix de Clare. Et il a amélioré le mixage stéréo, qui est un peu insipide. La stéréo est lourde sur l'orgue Hammond, et Clare est un peu trop loin. Dans mon mixage quadruple, le Hammond est à peine présent, ce qui montre que je n'étais pas vraiment fidèle au mixage stéréo. Le mixage quadruple est plutôt bon, mais James a toujours l'avantage. Son mixage est définitivement plus propre, et il a fait ressortir Clare un peu plus »,.

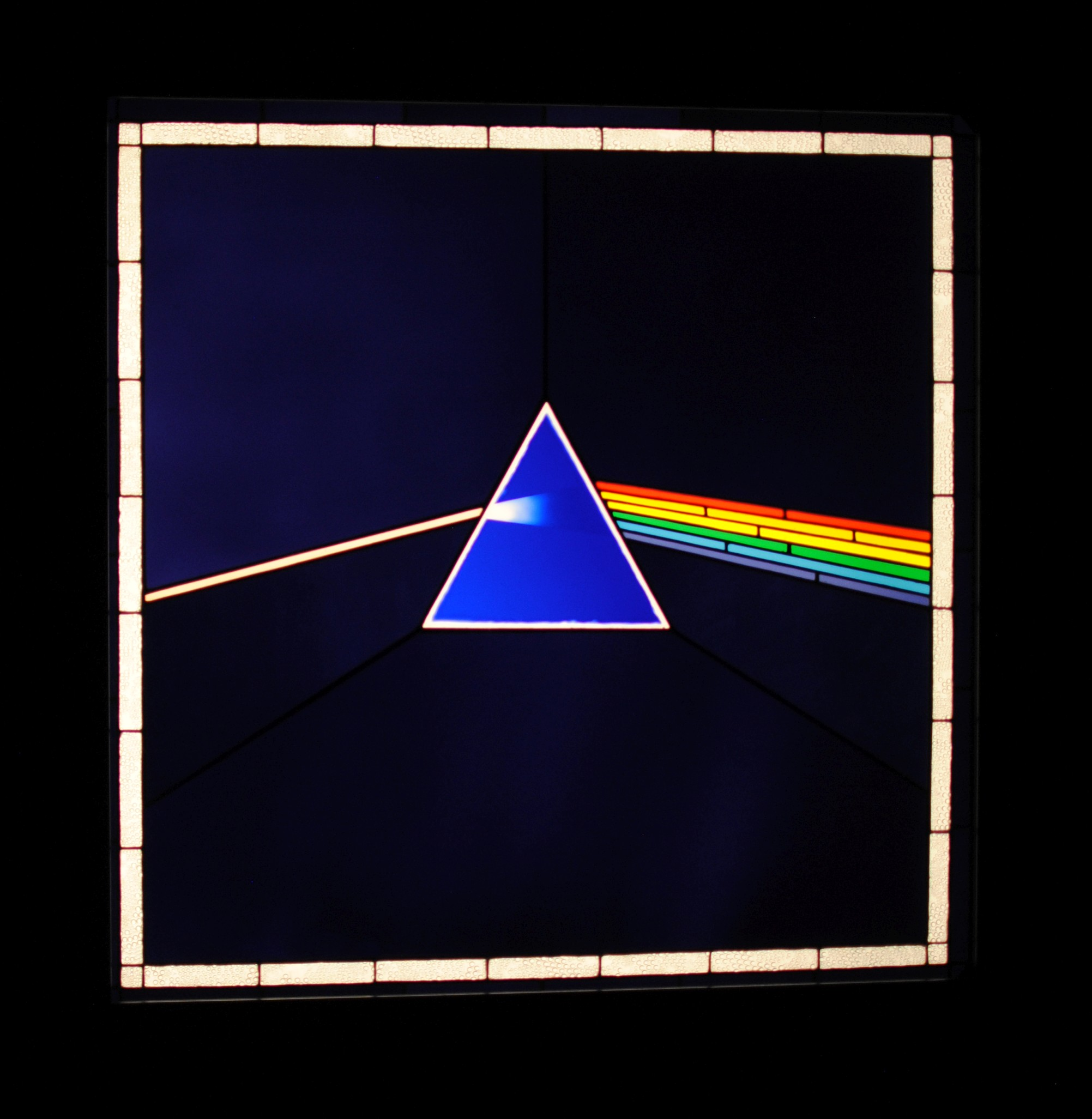
Vitrail du prisme utilisé pour la réédition de 2003.

L'édition 30e anniversaire remporte quatre Surround Music Awards en 2003 et s'est écoulée à plus de 800 000 exemplaires,. La pochette est réalisée par une équipe de graphistes incluant Storm Thorgerson, l'auteur de la pochette originale. Il s'agit de la photographie d'un vitrail personnalisé, conçu pour correspondre aux dimensions et proportions exactes du prisme original. Du verre transparent, maintenu par des bandes de plomb, est utilisé pour remplacer les couleurs opaques de l'image de 1973. L'idée vient du « sentiment de pureté dans la qualité du son, qui est en 5.1 surround ». L'image est créée dans l'intention d'être « la même mais différente, tel que le design [rappelle] clairement The Dark Side of the Moon, encore reconnaissable avec le prisme, mais différente et donc nouvelle ».
The Dark Side of the Moon est également reparu en 2003 sur un vinyle vierge de 180 grammes, masterisé par Kevin Gray à AcousTech Mastering, et incluant alors des versions légèrement différentes des posters et des autocollants originaux vendus avec la version originale, ainsi qu'un poster de la pochette de l'édition 30e anniversaire. En 2007, l'album est inclus dans la compilation Oh, By the Way, coffret créé à l'occasion du 40e anniversaire de Pink Floyd, et une version sans GDM est publiée sur l'iTunes Store. En septembre 2011, l'album parait de nouveau à l'occasion de la sortie Why Pink Floyd... ?. Le coffret de six disques (3 CD, 2 DVD et un Blu-ray) Immersion Edition inclut une nouvelle remastérisation de l'album par Guthrie, une performance live de l'album de 1974, le mix quadriphonique original de Parsons, le mix SACD 5.1 surround par Guthrie, le mix original en stéréo de 1973, des versions haute définition de ces trois mixes (quadriphonique, 5.1 et stéréo), un mix alternatif de Parsons de 1972, des prises alternatives et des démos. Le coffret contient également des images de concert et un documentaire. Un disque simple Discovery Edition et une édition deux disques, Experience Edition, sortirent également à la même occasion.

#### Dark Side of the Rainbow
Les titres Dark Side of the Rainbow et Dark Side of Oz sont parfois utilisés pour désigner des rumeurs circulant depuis 1994 sur Internet selon lesquelles l'album aurait été écrit comme une bande-son du film de 1939 Le Magicien d'Oz. Plusieurs observateurs ont remarqué que l'album et le film semblent présenter des synchronicités notamment lorsque Dorothy Gale commence à courir alors que les paroles de Time correspondent à « no one told you when to run » (« Personne ne t'a dit quand courir ») ou quand elle se balance sur un fil de fer au moment de la phrase « balanced on the biggest wave » (« en équilibre sur la plus grande vague »). David Gilmour et Nick Mason ont cependant nié la possibilité d'une quelconque connexion entre les deux œuvres, tandis que Roger Waters qualifie les rumeurs « d'amusantes ». Alan Parsons a également déclaré que le film n'avait jamais été évoqué lors de la production de l'album.

## Caractéristiques artistiques

### Concept et thèmes
Les paroles de The Dark Side of the Moon abordent les thèmes du conflit, de la cupidité, du temps qui s'écoule, de la mort et de la folie, cette dernière étant notamment inspirée par la détérioration de l'état psychique de Barrett, qui avait été le principal compositeur et parolier du groupe. Chaque face du vinyle est une pièce musicale continue. Les cinq chansons de chaque face reflètent différentes étapes de la vie humaine : son commencement et sa fin par un battement de cœur, l'exploration de la nature humaine par l'expérience, et, d'après Waters, une certaine empathie : « Dark Side of the Moon était l'expression d'une empathie politique, philosophique, humanitaire qui devait se manifester ».
Speak to Me et Breathe soulignent toutes deux la banalité et la futilité des éléments de la vie, avec également l'éternelle menace sous-jacente de l'aliénation, et l'importance de vivre sa propre vie : « Don't be afraid to care » (« N'aie pas peur de te faire du souci »). En plaçant l'action dans un aéroport, l'instrumental dirigé par la litanie au synthétiseur On the Run évoque le stress et l'anxiété procurés par les voyages, en particulier la peur de l'avion de Wright. Time évoque la course contre le temps qui passe et l'urgence de prendre son destin en main, Waters ayant déclaré : « j'ai passé une bonne partie de mon existence — à peu près jusqu'à mes 28 ans — à attendre que ma vie démarre », ajoutant dans une autre interview : « […] J'ai réalisé alors que la vie ne commence pas plus tard. Elle commence à partir de zéro. […] ça a été pour moi une révélation et un choc ». Elle est suivie par un retrait dans la solitude et l'enfermement, avec une reprise de Breathe. La face A se termine sur The Great Gig in the Sky, une métaphore pour la mort qui se base encore une fois sur la peur de Wright de mourir en avion : « une source de stress pour moi […], c'est la peur constante de mourir, en raison de tous ces voyages que nous faisons sur les grands axes routiers de l'Amérique et de l'Europe et en avion. C'est pour moi une peur réelle »,.
La face B débute avec Money, qui se moque de l'avidité et du consumérisme des gens par l'usage de paroles ironiques et des effets sonores liés à l'argent ; ironiquement, le single Money est la chanson la plus vendue de l'album. Us and Them est un message à l'isolation des gens abattus, avec le symbolisme significatif du conflit, et l'usage de dichotomies simples pour décrire les relations humaines. Brain Damage apparaît comme la maladie mentale résultant d'une montée vers la gloire et d'un succès trop rapide, passant avant les désirs et besoins personnels ; la phrase « And if the band you're in starts playing different tunes » (« Et si ton groupe se met à jouer des airs différents ») est une référence à la détérioration psychique de l'ancien membre et fondateur du groupe, Syd Barrett. L'album se termine avec Eclipse, qui marie les concepts de l'altérité et de l'unité, en forçant l'auditeur à reconnaître les traits communs partagés par l'humanité entière,.

### Musique

#### Face A
The Dark Side of the Moon s'ouvre sur Speak to Me, avec un battement de cœur symbolisant la naissance suivi par des fondus enchaînés reprenant les thèmes principaux du reste de l'album,. La transition avec le morceau suivant, Breathe, apparaît lentement durant les fondus au moyen d'une « […] note de piano maintenue pendant plus d'une minute avec la pédale forte […] passée à l'envers » selon Nick Mason. Les deux premiers titres de l'album sont cependant difficilement dissociables, Jean-Michel Guesdon et Philippe Margotin décrivant Speak to Me comme une « […] longue montée en puissance, conjuguée avec la tension oppressante du cœur qui palpite, se libér[ant] brusquement en une poussée d'adrénaline qui propulse littéralement Breathe vers les étoiles ». Les accords de mi mineur et de la de Breathe sont inspirés de Down by the River de Neil Young tandis que la partition de clavier de Richard Wright, notamment un accord de ré 7(+9), s'inspire de Kind of Blue de Miles Davis. La guitare de Gilmour donne enfin un effet planant au titre, ses notes « flott[ant] dans une réverbération très ample, profonde, rehaussées de delay ».
La chanson suivante, On the Run, débute par un motif rythmique au tempo rapide de 165 battements par minute mettant en évidence un son semblable au charleston. Le morceau naît principalement d'expérimentations réalisées par David Gilmour avec le EMS Synthi AKS. Comme il l'explique dans le documentaire de 2003 consacré à la réalisation de l'album, Gilmour improvise une petite séquence de huit notes qu'il enregistre en pas à pas par l'intermédiaire du clavier du Synthi et, après avoir accéléré le tempo du séquenceur, il la laisse tourner en boucle. Il fait ensuite évoluer le son au cours de la séquence en modifiant quelques paramètres. On the Run se conclut sur plusieurs bruitages dont une explosion qui signe l'arrêt de la rythmique et laisse place à la transition vers Time, réalisée au moyen de bruits de pas qui s'effacent lentement. Time s'ouvre ensuite sur des cliquetis d'horloges et de carillons signifiant l'éveil de l'esprit, la prise de conscience. L'introduction continue avec la basse Precision de Roger Waters en métronome avant d'être accompagnée par le son clair de la Black Strat de David Gilmour, Wright répondant à ses accords par des nappes sur son orgue Farfisa et son Wurlitzer EP-200, et, enfin, par les rototoms de Nick Mason. La partie principale de Time se compose de Gilmour en lead vocal, à la voix rauque, accompagné de Wright sur les deux ponts et le soutien des choristes Doris Troy, Lesley Duncan, Liza Strike et Barry St. John. La Strat de Gilmour a un son saturé et joue en rythmique avec Wright sur son Wurlitzer. Suit un solo de Gilmour au son spatial doublé et retravaillé au moyen d'un Fuzz Face et d'un Echorec et, enfin, arrive une reprise de Breathe à l'instrumentale identique sauf pour ce qui est de la cymbale rider, absente sur le dernier refrain.
La face A de l'album se termine sur The Great Gig in the Sky, morceau dominé par les claviers de Wright — un piano et un orgue Hammond — et la voix de Clare Torry, accompagnés par une ligne de basse de Waters, la batterie de Mason au son volontairement non compressé et, au début du morceau, par deux courtes parties de pedal steel guitar au son clair de Gilmour.

#### Face B
Money ouvre la face B de Dark Side avec sa boucle de bruitages suivie du riff de basse avec une signature rythmique en 7/4. Le morceau est en grande partie enregistré en prise directe, les quatre instruments en même temps ce qui, selon Waters, se remarque par la variation de tempo au cours du titre. Gilmour chante seul en se doublant et il est suivi par un solo de saxophone de Dick Parry au son âpre, avec un phrasé proche du rythm'n'blues. Gilmour joue ensuite trois solos différents. Le premier a un son saturé et aérien proche de celui de Time, avant d'être suivi par un second solo très sec, positionné à gauche et aux phrases courtes et nerveuses. Celui-ci est soutenu par une rythmique rapide de Mason et Wright, l'ensemble se rapprochant d'un style jazz-rock. Le dernier solo est joué avec les mêmes effets que le premier mais sur une Lewis 24 frettes capable d'atteindre des notes plus hautes que la Strat. Le solo est également doublé sur une seconde piste, idée inspirée par Elton John.
Us and Them suit Money avec des nappes de l'orgue Hammond de Wright au son chaleureux et coloré par sa cabine Leslie avant d'être accompagné de façon planante par le reste du groupe. La rythmique de Mason est aérienne et fluide et la ligne de basse de Waters possède un balancement hypnotique. Dick Parry intervient à nouveau sur ce titre en signant deux solos de saxophone, le premier au son doux, proche du son de Gerry Mulligan sur l'album Gandharva, le deuxième plus tendu et assimilable à du blues. Sur les couplets, Gilmour assure un lead vocal doublé de façon à créer un écho et il est soutenu par les voix des choristes sur les refrains.
La transition vers le titre suivant, Any Colour You Like, est réalisée au moyen d'un cross-fade qui fait que les deux titres s'enchaînent directement. Any Colour You Like est une longue composition instrumentale issue d'une nouvelle reprise de Breathe, un ton plus bas. Le titre se compose principalement des claviers de Wright, en première partie avec des notes renforcées par un énorme écho, puis en accompagnement discret pour le solo de Gilmour ; ce dernier a un son légèrement saturé et s'inspire d'Eric Clapton sur Badge.
Une rupture harmonique laisse ensuite la place à Brain Damage, qui s'ouvre sur deux parties aux accords faciles (ré et sol 7) de Black Strat opposées en stéréo. Waters assure ensuite le lead vocal. Un solo de Minimoog conclut ensuite le morceau avant de passer à Eclipse sans montage. Ce dernier titre est également chanté par Waters, en harmonie avec Gilmour, et les deux sont accompagnés par les chœurs et surtout Doris Troy, qui réalise un gospel « enflammé ». Selon Philippe Gonin, Eclipse fait état de l'influence des Beatles sur Pink Floyd, notamment par son riff qui rappelle I Want You (She's So Heavy). L'album se conclut enfin sur un accord en ré majeur et les mêmes battements de cœur que Speak to Me.

### Pochette

La pochette de l'album représente la dispersion de la lumière blanche à travers un prisme triangulaire.

À l'origine, l'album est publié dans une pochette LP ouvrante conçue par Hipgnosis, un collectif de graphistes britannique ayant déjà créé plusieurs pochettes d'albums du groupe. Ils ont parfois obtenu des résultats controversés, EMI ayant réagi avec surprise aux pochettes de Atom Heart Mother et de Obscured by Clouds. Le label du groupe s'attend alors à des compositions plus classiques, incluant des lettrages et des mots ; Storm Thorgerson et Aubrey Powell, les fondateurs de Hipgnosis, sont cependant employés directement par le groupe, ils peuvent donc se permettre d'ignorer les exigences d'EMI. Contrairement aux deux derniers albums, Pink Floyd ne veut plus de montages photographiques, et Richard Wright demande une pochette « simple, audacieuse et spectaculaire »,. Selon Thorgerson, c'est d'ailleurs Wright qui a le plus gros impact sur le résultat final, principalement car les autres membres de Pink Floyd ne proposent rien d'autre.
Les membres d'Hipgnosis apportent alors cinq conceptions différentes au groupe, parmi lesquelles une image comprenant le Surfer d'argent de Marvel Comics et un travail originellement réalisé pour Clearlight Records. Ce dernier est une représentation d'un prisme triangulaire traversé par un rayon de lumière. L'inspiration de ce graphisme n'est pas claire. Selon Powell, l'idée vient d'un livre de photographies datant des années 1940 dans lequel se trouve une photo d'un prisme traversé par la lumière du soleil et projeté sur une feuille de papier, tandis que, pour Thorgerson : « L'idée a été subtilement bricolée à partir d'un livre de physique standard, montrant une illustration de la lumière passant à travers un prisme. » Le graphiste chargé de réaliser la pochette est George Hardie, également auteur de l'illustration de l'album Led Zeppelin en 1969, alors qu'il avait 25 ans.

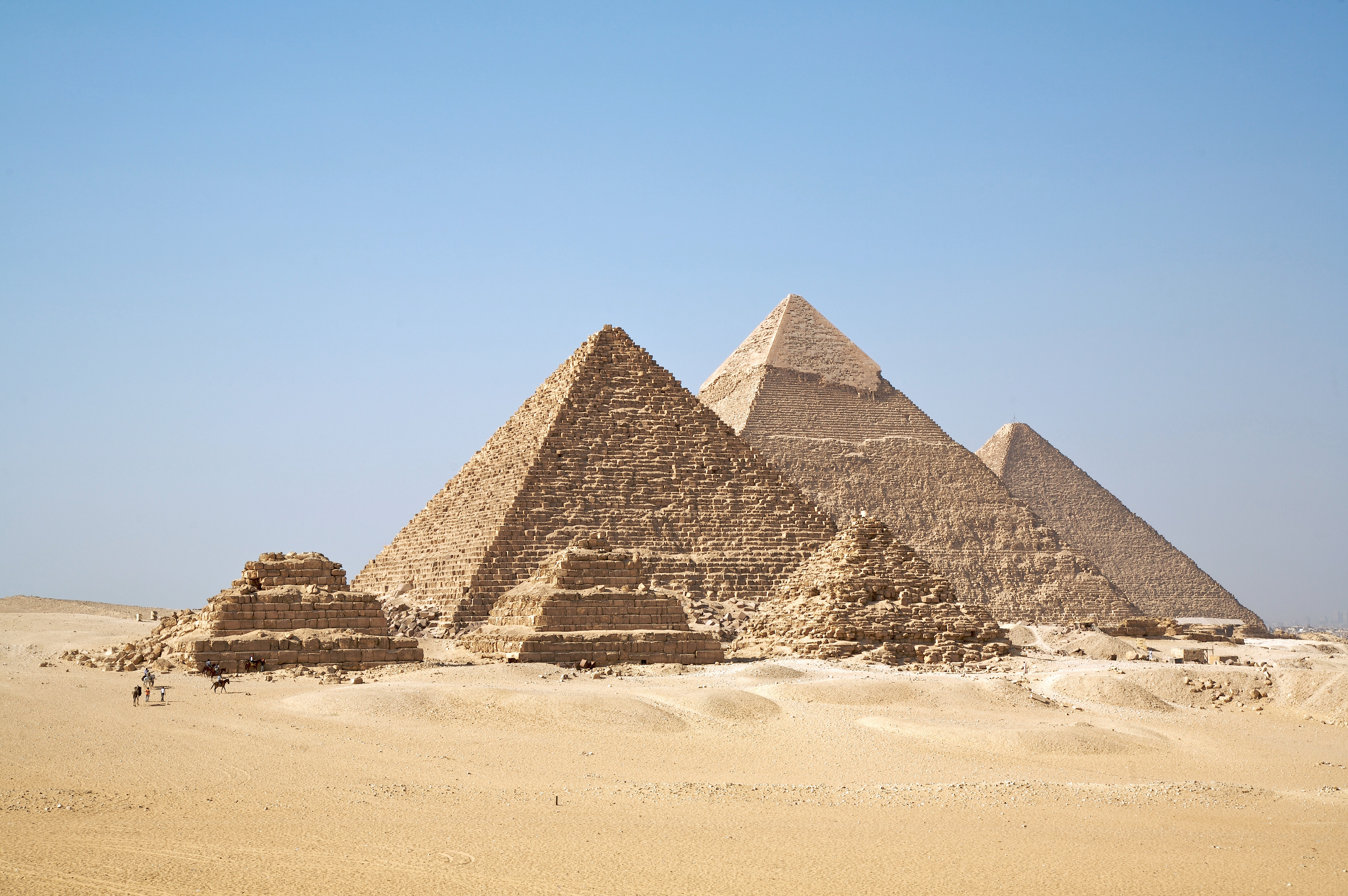
Un poster des pyramides de Gizeh accompagne l'album lors de sa sortie initiale.

À une époque où tout se fait à la main, la réalisation de cette pochette est relativement simple puisqu'elle ne nécessite aucune retouche de photographie. Hardie dessine le prisme à l'aérographe en noir sur blanc, inversant ensuite le rapport de teinte pour que le fond devienne noir, et symbolise la diffraction avec un dégradé de gris. L'arc-en-ciel n'est fait que de six de ses sept couleurs habituelles ; le pourpre est volontairement omis, Thorgerson ayant déclaré qu’Hipgnosis pensait alors « qu'il ne se « lirait » pas clairement ». Selon ce dernier, la pochette de l'album représente bien les demandes de Wright, mais aussi « le spectacle lumineux » et « [les paroles de l'album] qui parl[ent] d'ambition et de cupidité ».
Le verso de l'album présente la même image que le recto mais inversée. À l'intérieur, pour la première fois dans l'histoire de Pink Floyd, les paroles des chansons sont imprimées. Elles sont traversées par un arc-en-ciel, le vert étant de forme sinusoïdale selon une idée de Roger Waters. L'album original est également accompagné de deux autocollants et deux posters, un étant un collage de photos des membres du groupe en concert et l'autre une photographie infrarouge — teintée en vert ou en bleu selon le pays — des pyramides de Gizeh,. Selon Thorgerson, ces dernières ont été choisies car elles représentent bien l'ambition et la folie : « Plus que des symboles, elles ont été conçues comme des tremplins vers les cieux que l'âme du Pharaon pouvait emprunter. »

## Fiche technique

### Titres
Toutes les paroles sont écrites par Roger Waters.
| 1. | Speak to Me                            | Mason                          | Instrumental    | 01 min 08 s |
| 2. | Breathe                                | Gilmour, Waters, Wright        | Gilmour         | 2 min 49 s  |
| 3. | On the Run                             | Gilmour, Waters                | Instrumental    | 3 min 30 s  |
| 4. | Time (contient une reprise de Breathe) | Gilmour, Mason, Waters, Wright | Gilmour, Wright | 07 min 06 s |
| 5. | The Great Gig in the Sky               | Wright, Torry                  | Torry           | 4 min 44 s  |

| 6.  | Money               | Waters                 | Gilmour         | 6 min 22 s  |
| 7.  | Us and Them         | Waters, Wright         | Gilmour, Wright | 7 min 50 s  |
| 8.  | Any Colour You Like | Gilmour, Mason, Wright | Instrumental    | 3 min 26 s  |
| 9.  | Brain Damage        | Waters                 | Waters          | 3 min 50 s  |
| 10. | Eclipse             | Waters                 | Waters          | 02 min 08 s |

### Musiciens
| - Richard Wright : piano, orgue Hammond, synthétiseurs, chant, chœurs - David Gilmour : guitares, guitare pedal steel, synthétiseurs, chant, chœurs - Roger Waters : basse, synthétiseurs, effets sonores, chant, chœurs - Nick Mason : batterie, percussions, effets sonores | - Dick Parry : saxophone ténor (sur Money et Us and Them ) - Clare Torry : chant (sur The Great Gig in the Sky ) - Leslie Duncan : chœurs - Barry St. John : chœurs - Liza Strike : chœurs - Doris Troy : chœurs |

### Équipe de production
- Pink Floyd : producteurs
- Alan Parsons : ingénieur du son
- Peter James : ingénieur du son
- Chris Thomas : mixage
- Hipgnosis : conception de la pochette originale
- Storm Thorgerson : conception des pochettes des éditions vingtième et trentième anniversaires

### Classements
| Pays (classement)              | Durée du classement | Meilleure place | Date          | Réf.    |
| ------------------------------ | ------------------- | --------------- | ------------- | ------- |
| Autriche (Ö3 Austria Top 40)   | 63 semaines         | 1               | 15 mai 1973   | [ 160 ] |
| Australie (ARIA Charts)        | 38 semaines         | 2               | 23 juin 1973  | [ 161 ] |
| Canada (RPM 100 Albums)        | 70 semaines         | 1               | 12 mai 1973   | [ 162 ] |
| États-Unis (Billboard 200)     | 962 semaines        | 1               | 28 avril 1973 | [ 163 ] |
| France (IFOP)                  | 326 semaines        | 1               | 1973          | [ 164 ] |
| Italie (FIMI)                  | —                   | 1               | 1973          | [ 165 ] |
| Norvège (VG-lista)             | 97 semaines         | 2               | 23 avril 1973 | [ 166 ] |
| Pays-Bas (Dutch Charts)        | 50 semaines         | 2               | 7 avril 1973  | [ 167 ] |
| Royaume-Uni (UK Albums Chart ) | 544 semaines        | 2               | 31 mars 1973  | [ 168 ] |

| Pays (classement)                     | Durée du classement | Meilleure place | Date             |
| ------------------------------------- | ------------------- | --------------- | ---------------- |
| Allemagne (Deutsche Albums Charts)    | 99 semaines         | 3e              | 7 octobre 2011   |
| Belgique (V) (Ultratop)               | 194 semaines        | 28e             | 24 décembre 2022 |
| Belgique (W) (Ultratop)               | 162 semaines        | 28e             | 3 mai 2003       |
| Danemark (Danishcharts)               | 8 semaines          | 21e             | 7 octobre 2011   |
| Espagne (Promusicae)                  | 61 semaines         | 15e             | 2 octobre 2011   |
| Finlande (Suomen virallinen lista)    | 12 semaines         | 10e             | 3 octobre 2005   |
| Italie (FIMI)                         | 762 semaines        | 2e              | 17 avril 2003    |
| Nouvelle-Zélande (RMNZ Album Top40)   | 297 semaines        | 1er             | 18 avril 1993    |
| Portugal (AFP )                       | 229 semaines        | 1er             | 11 octobre 2021  |
| Royaume-Uni (UK Rock and Metal Chart) | —                   | 1er             | 14 décembre 2018 |
| Suède (Sverigetopplistan)             | 14 semaines         | 15e             | 7 octobre 2011   |
| Suisse (Schweizer Hitparade)          | 94 semaines         | 8e              | 9 octobre 2011   |

### Certifications
| Pays             | Certification | Ventes       | Date             |
| ---------------- | ------------- | ------------ | ---------------- |
| Allemagne        | 2 × Platine   | 1 000 000 +  | 1993             |
| Argentine        | 2 × Platine   | 120 000 +    | 1er août 1994    |
| Australie        | 14 × Platine  | 980 000 +    | 2011             |
| Autriche         | 2 × Platine   | 100 000 +    | 20 janvier 1993  |
| Canada           | 2 × Diamant   | 2 000 000 +  | 14 mars 2003     |
| États-Unis       | 15 × Platine  | 15 000 000 + | 4 juin 1998      |
| France           | 2 × Diamant   | 2 100 000 +  | 2017             |
| Italie           | 6 × Platine   | 240 000 +    | 2021             |
| Nouvelle-Zélande | 16 × Platine  | 240 000 +    | 3 octobre 2011   |
| Pologne          | Platine       | 20 000 +     | 11 décembre 2019 |
| Royaume-Uni      | 15 × Platine  | 4 500 000 +  | 26 novembre 2021 |

### Citations originales
1. ↑  (en) « ...I think we all thought—and Roger definitely thought—that a lot of the lyrics that we had been using were a little too indirect. There was definitely a feeling that the words were going to be very clear and specific ».
2. ↑  (en) « ... bringing tears to the eyes. It was so completely understanding and musically questioning ».
3. ↑  (en) « The ambition of the Floyd's artistic intention is now vast ».
4. ↑  (en) « Musically, there were some great ideas, but the sound effects often left me wondering if I was in a bird-cage at London zoo ».
5. ↑  (en) « We would sometimes watch them but when we were on a roll, we would get on ».
6. ↑  (en) « When the record was finished I took a reel-to-reel copy home with me and I remember playing it for my wife then, and I remember her bursting into tears when it was finished. And I thought, "This has obviously struck a chord somewhere", and I was kinda pleased by that. You know when you've done something, certainly if you create a piece of music, you then hear it with fresh ears when you play it for somebody else. And at that point I thought to myself, "Wow, this is a pretty complete piece of work", and I had every confidence that people would respond to it ».
7. ↑  (en) « so utterly confused with itself it was difficult to follow ».
8. ↑  (en) « The songs, the sounds, the rhythms were solid and sound, Saxophone hit the air, the band rocked and rolled, and then gushed and tripped away into the night ».
9. ↑  (en) « I don't care if you've never heard a note of the Pink Floyd's music in your life, I'd unreservedly recommend everyone to The Dark Side of the Moon ».
10. ↑  « It's changed me in many ways, because it's brought in a lot of money, and one feels very secure when you can sell an album for two years. But it hasn't changed my attitude to music. Even though it was so successful, it was made in the same way as all our other albums, and the only criterion we have about releasing music is whether we like it or not. It was not a deliberate attempt to make a commercial album. It just happened that way. We knew it had a lot more melody than previous Floyd albums, and there was a concept that ran all through it. The music was easier to absorb and having girls singing away added a commercial touch that none of our records had ».
11. ↑  (en) « I think they all felt that I managed to hang the rest of my career on Dark Side of the Moon, which has an element of truth to it. But I still wake up occasionally, frustrated about the fact that they made untold millions and a lot of the people involved in the record didn't ».
12. ↑  (en) « possibly a little too true to the original mix ».
13. ↑  « I tip my hat to James for sorting out the correct bits of Clare's vocals. And he has improved on the stereo mix, which is a bit wishy-washy. The stereo is heavy on the Hammond organ, and Clare's a little too far down. In my quad mix, the Hammond is barely there, which shows you I really wasn't being faithful to the stereo mix. The quad sounds pretty good, but James still has the edge. His mix is definitely cleaner, and he's brought Clare out a bit more ».
14. ↑  (en) « sense of purity in the sound quality, being 5.1 surround sound ».
15. ↑  (en) « the same but different, such that the design was clearly DSotM, still the recognisable prism design, but was different and hence new ».